# آخرین مهلت شیکاگو
آخرین مهلت شیکاگو (انگلیسی: Chicago Deadline) یک فیلم نوآر در سبک مهیج به کارگردانی لوئیس آلن است که در سال ۱۹۴۹ منتشر شد.
این فیلم در سال ۱۹۵۰، نامزد دریافت جایزه ادگار بابت «بهترین فیلم» بود.

## بازیگران
- الن لاد
- دانا رید
- آرتور کندی
- مارگارت فیلد
- جون هَوک
- ایرنه هروی
- بری کروگر
- شپرد استرادویک
- دِیو ویلاک
- گوین میور
- جان بیل
- تام پاورز
- هاوارد فریمن
- هارولد ورمیلی
- پال لیز